# Atlético El Callao
Atlético El Callao fue un club de fútbol profesional venezolano, establecido en la ciudad de El Callao. 

## Historia
Participó en la Tercera División Venezolana 2008/09, obteniendo resultados realmente dispares: para el Apertura 2008 formó parte del Grupo Oriental junto a Inter Anzoátegui y Angostura FC, donde termina segundo con 9 puntos, producto de 2 victorias, 3 empates y sólo una derrota. Para el Clausura 2009, el equipo pierde todos sus partidos, siendo el campeón de grupo Inter Anzoategui. Desiste de su participación en la categoría para la temporada siguiente.

## Estadio
El Hector Thomas ubicado en El Callao es el estadio donde realiza los partidos como local junto a Minasoro FC.
- Datos: Q5710976